# Třída Fatahilah
Třída Fatahilah je třída korvet indonéského námořnictva. Celkem byly postaveny tři jednotky této třídy. Do služby byly přijaty v letech 1979–1980.

## Stavba
Třída byla navržena a postavena nizozemskou loděnicí Wilton-Fijenoord ve Schiedamu. Postaveny byly tři jednotky této třídy. Do služby byly přijaty v letech 1979-1980.
Jednotky třídy Fatahilah:
| Jméno            | Spuštěna | Vstup do služby   | Status  |
| ---------------- | -------- | ----------------- | ------- |
| Fatahilah (361)  | 1977     | 16. července 1979 | aktivní |
| Malahayati (362) | 1978     | 21. března 1980   | aktivní |
| Nala (363)       | 1979     | 11. srpna 1980    | aktivní |

## Konstrukce

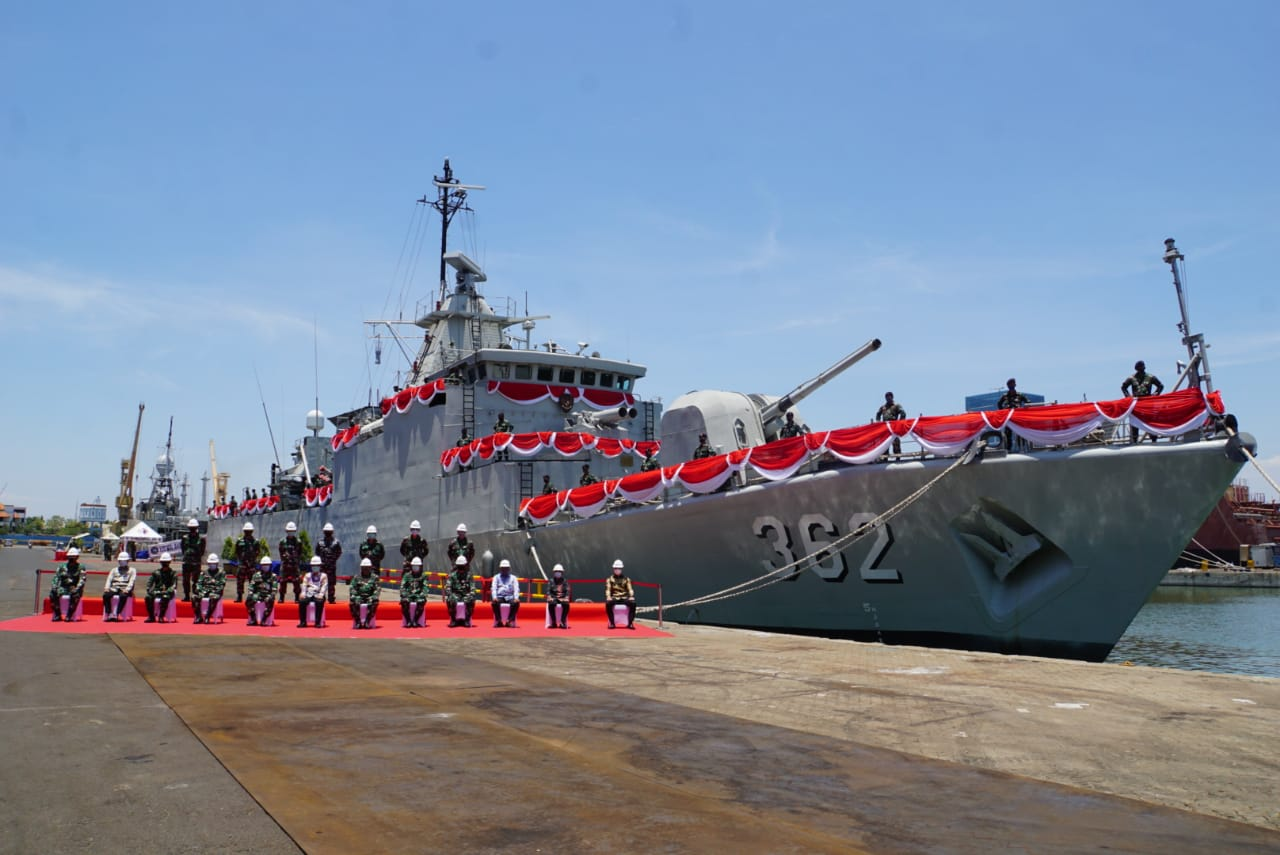
Modernizovaná korveta Malahayati (362) v roce 2020

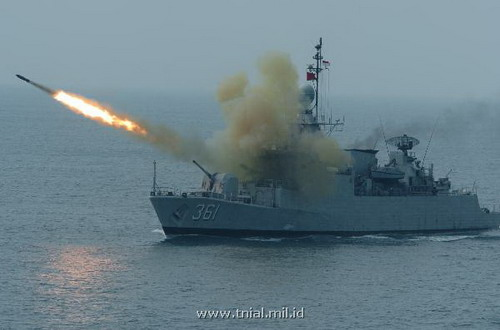
Fatahilah (361) v roce 2016

Plavidla dostala navigační radar Decca AC 1229, vyhledávací radar HSA DA.05/2, střelecký radar HSA WM-28, sonar PHS-32, rušící systém SUSIE 1 a dva odpalovače klamných cílů. Hlavňová výzbroj Fatahilah a Malahayati se skládá z jednoho 120mm kanónu Bofors, jednoho 40mm kanónu Bofors a jednoho 20mm kanónu Rheinmetall. Plavidla dále nesou dva čtyřnásobné systémy Simbad pro protiletadlové řízené střely Mistral a dva dvojité kontejnery protilodních střel MM.38 Exocet. K ničení ponorek slouží dvouhlavňový 375mm protiponorkový raketomet Bofors a dva trojhlavňové 324mm torpédomety. Odlušije se korveta Nala, která nese dva 40mm kanóny a na místě 324mm torpédometů má hangár a přistávací plochu pro vrtulník MMB Bo 105, sloužící k záchranným operacím.
Pohonný systém je koncepce CODOG. Tvoří jej dva diesely MTU 16V 956 TB81 o výkonu 8000 hp a jedna plynová turbína Rolls-Royce Olympus TM-3B o výkonu 22 360 hp, pohánějící dva lodní šrouby. Nejvyšší rychlost dosahuje 30 uzlů a cestovní 21 uzlů. Dosah je 2500 námořních mil při rychlosti 17 uzlů.